# Łukasz Poręba
Łukasz Poręba, né le 13 mars 2000 à Legnica en Pologne, est un footballeur polonais qui évolue au poste de milieu central au SV Elversberg, en prêt du Hambourg SV.

## Biographie

### Zagłębie Lubin
Né à Legnica en Pologne, Łukasz Poręba est formé par le Zagłębie Lubin. C'est avec ce club qu'il fait ses débuts en professionnel, lors d'une rencontre de championnat, le 14 septembre 2018, face au Śląsk Wrocław. Il entre en jeu à la place de Filip Jagiełło et son équipe s'impose sur le score large de quatre buts à zéro. Le 7 décembre de la même année, pour sa troisième apparition avec l'équipe première, Poręba inscrit son premier but face à Piast Gliwice, en championnat. Les deux équipes font match nul ce jour-là (2-2). Le 11 décembre 2018, il prolonge son contrat jusqu'en juin 2022 avec le Zagłębie Lubin.
En janvier 2021, à la suite de ses prestations en club, son nom est évoqué du côté de plusieurs clubs européens comme le RC Lens et le Bétis Séville qui l'ont observé à plusieurs reprises ou encore le Hertha Berlin et l'Hellas Vérone. Le joueur reste toutefois dans son club formateur.

### RC Lens
Déjà pisté par le RC Lens lors du mercato d'hiver 2022, Łukasz Poręba rejoint finalement le club artésien le 1er juillet 2022. Il signe un contrat d'une durée de cinq ans, soit jusqu'en juin 2027. 
Poręba joue son premier match pour Lens en étant titularisé lors de la cinquième journée de la saison 2022-2023 de Ligue 1 face au FC Lorient. Son équipe s'impose par cinq buts à deux et il se fait remarquer en délivrant une passe décisive pour Loïs Openda. Vice-champion de France en fin de saison, il participe à dix rencontres de championnat et deux en Coupe de France.

### Hambourg SV
Łukasz Poręba est prêté avec option d'achat au Hambourg SV en août 2023, club évoluant en deuxième division allemande.
Poręba joue son premier match pour Hambourg le 31 octobre 2023, lors d'une rencontre de coupe d'Allemagne face au DSC Arminia Bielefeld. Il entre en jeu et voit son équipe s'imposer après une séance de tirs au but.
Il est définitivement transféré au Hambourg SV le 21 mai 2024.

### En sélection
Le 11 octobre 2018, Poręba disputa son premier match international avec la Pologne U19, face à la Macédoine, les polonais s'imposeront 4-3. Le 5 septembre 2019, il disputa son premier match avec l'équipe de Pologne des moins de 20 ans face à l'Italie U20. La rencontre se terminera par une victoire italienne 2-0. Il se fait remarquer notamment le 10 octobre 2019, en marquant lors de la victoire des Polonais face à l'Allemagne, permettant à son équipe de remporter la partie dans les derniers instants du match (3-4). Il marque à nouveau le 14 novembre suivant lors de la victoire des jeunes polonais face à la Suisse. Le 3 septembre 2021, il honore sa première sélection avec les espoirs face à la Lettonie, les polonais s'imposeront 2-0. Il marquera d'ailleurs pour sa première sélection.

## Statistiques
| Saison                | Club                  | Championnat           | Championnat | Championnat | Championnat | Coupe(s) nationale(s) | Coupe(s) nationale(s) | Coupe(s) nationale(s) | Supercoupe | Supercoupe | Supercoupe | Compétition(s) continentale(s) | Compétition(s) continentale(s) | Compétition(s) continentale(s) | Compétition(s) continentale(s) | Total | Total | Total |
| Saison                | Club                  | Division              | M.          | B.          | P.d.        | M.                    | B.                    | P.d.                  | M.         | B.         | P.d.       | Comp.                          | M.                             | B.                             | P.d.                           | M.    | B.    | P.d.  |
| 2018-2019             | Zagłębie Lubin        | Ekstraklasa           | 7           | 1           | 0           | 1                     | 0                     | 0                     | -          | -          | -          | -                              | -                              | -                              | -                              | 8     | 1     | 0     |
| 2019-2020             | Zagłębie Lubin        | Ekstraklasa           | 28          | 2           | 0           | 3                     | 0                     | 0                     | -          | -          | -          | -                              | -                              | -                              | -                              | 31    | 2     | 0     |
| 2020-2021             | Zagłębie Lubin        | Ekstraklasa           | 24          | 0           | 2           | 3                     | 0                     | 0                     | -          | -          | -          | -                              | -                              | -                              | -                              | 27    | 0     | 2     |
| 2021-2022             | Zagłębie Lubin        | Ekstraklasa           | 29          | 1           | 3           | 3                     | 0                     | 0                     | -          | -          | -          | -                              | -                              | -                              | -                              | 32    | 1     | 3     |
| Sous-total            | Sous-total            | Sous-total            | 88          | 4           | 5           | 10                    | 0                     | 0                     | -          | -          | -          | -                              | -                              | -                              | -                              | 98    | 4     | 5     |
| 2022-2023             | RC Lens               | Ligue 1               | 10          | 0           | 1           | 2                     | 0                     | 0                     | -          | -          | -          | -                              | -                              | -                              | -                              | 12    | 0     | 1     |
| 2023-2024             | Hambourg SV (prêt)    | 2. Bundesliga         | 10          | 0           | 0           | 1                     | 0                     | 0                     | -          | -          | -          | -                              | -                              | -                              | -                              | 11    | 0     | 0     |
| Total sur la carrière | Total sur la carrière | Total sur la carrière | 108         | 4           | 6           | 13                    | 0                     | 0                     | -          | -          | -          | -                              | -                              | -                              | -                              | 121   | 4     | 6     |

## Palmarès
Avec le Racing Club de Lens, Łukasz Poręba est vice-champion de France en 2023.
| RC Lens                           |
| --------------------------------- |
| - Ligue 1 - Vice-Champion : 2023. |